# Jean Schwarz (rabbin)
Pour les articles homonymes, voir Schwarz.
Cet article possède des paronymes, voir Jean Schwartz et Jean Schwartz (politicien).
Jean Schwarz (8 août 1917, Nyíregyháza, Hongrie-13 décembre 1987, Jérusalem, Israël) est un rabbin français, longtemps rabbin de la Communauté orthodoxe non-consistoriale installée dans la synagogue du 31 rue de Montevideo, dans le 16e arrondissement de Paris, de 1952 jusqu'en juillet 1972. Jean Schwarz  s'établit ensuite à Jérusalem, en Israël. C'est un innovateur, en particulier par son Talmud-Torah par correspondance.

## Éléments biographiques

### Hongrie
Jean (Jeno) Schwarz naît le 8 août 1917, à Nyíregyháza, Hongrie. Son père est tué durant la Première Guerre mondiale et Jean devient pupille de la nation hongroise. Sa mère (née Berthe Rosenberg, le 31 juillet 1892 à Hajdúnánás, Hongrie) se remarie avec Joseph Elbogen (né à Satora, Hongrie, le 21 juin 1889). C'est lui qui élèvera l'enfant.

### Strasbourg
Jean a six ans quand sa famille (son beau-père, sa mère et ses deux-demi frères, Léon et André) s’installe, en 1923, à Strasbourg. Il entre à l’école communale où il commence à apprendre le français, tout en suivant les cours d’enseignement religieux du Heder de la rue de la Lanterne.

### Forbach
Bientôt son beau-père trouve un poste de Shochet à Forbach, en Lorraine. La famille (qui a désormais 5 enfants) le suit et Jean y célèbre sa Bar Mitzvah, passe son certificat d’études primaires, puis entre au collège local, en « moderne-commercial » et y termine son année, même lorsque sa famille s’installe à Grussenheim, en Alsace, où le père a obtenu un nouveau poste.

### Paris
Puis Jean Schwarz obtient une bourse d’internant pour le Talmud Torah de l’École rabbinique (les classes secondaires préliminaires) et vit à Paris. 
Il retourne pour une année à Strasbourg afin d’y terminer ses études secondaires au lycée Fustel-de-Coulanges tout en étudiant à la Yechiva de Strasbourg. 
Il entre alors à Paris au Séminaire israélite de France (SIF) (promotion 1937) mais ses études sont affectées par les aléas de la Seconde Guerre mondiale, coupées par sa mobilisation, et terminées à Chamalières (Puy-de-Dôme).

### La Seconde Guerre mondiale

#### Sur le front (1939-1940)
En juillet 1938, la famille est naturalisée française et, au début de la guerre, après une préparation militaire supérieure, Jean Schwarz est mobilisé au 5e régiment de Tirailleurs. Il suit une formation d’élèves-officiers. Officier au moment de la débâcle, il participe à la retraite jusqu’au-dessous de Bordeaux et combat dans d’affreuses conditions. Ramené par l’armée à Clermont-Ferrand, il est démobilisé, mais sans situation.

##### Clermont-Ferrand (1941-1945)
Jean Schwarz entame sa carrière rabbinique en 1941 en assumant un poste d’enseignant dans une nouvelle institution rabbinique créée à Limoges : le Petit séminaire (PSIL).
Muté à Clermont-Ferrand (où s’est replié le PSIL) il remplace le rabbin qui, recherché par les nazis, est obligé de se cacher. Il échappe lui aussi à une descente de la Gestapo, car il est absent. 
La famille se réinstalle sous une fausse-vraie identité à Pérignat-lès-Sarliève, dans les environs de Clermont-Ferrand. Il continue à faire la navette jusqu’à la Libération de Clermont-Ferrand.

### Périgueux (1945-1947)
Muté en 1945 à Périgueux (Dordogne),. où se trouve une partie de la communauté de Strasbourg repliée, Jean Schwarz y réorganise le Talmud Torah et les mouvements de jeunesse. 
Il assiste à l’exhumation des victimes de massacres exécutés dans la région et veille à l’identification et au transfert des corps. 
La guerre terminée, la plupart des Juifs alsaciens retournent en Alsace.

### Rabbin à Paris (1947-1971)

#### Rabbin du Consistoire (1947-1952)
En 1947, Jean Schwarz présente sa candidature à Paris où, étant donné la pénurie de rabbins, il est chargé de s’occuper à la fois des communautés du 18e arrondissement de Paris (Synagogue Sainte-Isaure) et du 20e arrondissement de Paris. 
Il fait venir du matériel éducatif juif réalisé aux États-Unis et adapte en français ce qui lui semble novateur. 
Il adapte aussi des jeux français comme le Dr Magici et les introduit dans les classes de Talmud Torah où il fait appliquer la méthode Montessori dans les classes à effectifs d’âges divers. 
Il organise des activités para-scolaires, des offices de jeunes, la célébration communautaire des fêtes animée par les jeunes eux-mêmes (dont des sedarim).
Il crée Le Trait d’Union, un bulletin de quatre pages qui touche à domicile un public plus large et lui présente notamment un commentaire de la section sabbatique de la semaine.

#### Synagogue de la rue de Montevideo ( 1952-1971)
En 1952, il accepte un poste extra-consistorial et devient rabbin de la synagogue de la rue de Montevideo, au 31 rue de Montevideo, où il succède au rabbin Simon Langer qui s’est installé à New York. Il occupe cette position durant vingt ans. 
Dans le 16e arrondissement de Paris et ses environs, il réussit à joindre des familles juives, à attirer des enfants – bientôt suivis des parents. Le Talmud Torah grandit: de 7 à 220 élèves. 
Il introduit la technologie dans l’éducation religieuse, le magnétophone, les diapositives, les films fixes, les flanellogrammes [panneaux de flanelle sur lesquels on déplace des figurines, des lettres, des symboles qui y adhèrent facilement]. Il crée des albums thématiques à colorier, enregistre plusieurs disques de prières et chants du seder, rédige une Haggada abrégée en proposant une transcription et une traduction des textes principaux. Rapidement le TT [Talmud Torah] de « La Montévidéo » devint une institution modèle. 
Le rabbin Jean Schwarz met en place « Le Talmud Torah par correspondance » (TTC) destiné aux jeunes isolés à travers la France (et d’autres pays francophones). Le TTC contribue notamment, lors de l’arrivée des Juifs d’Algérie qui s’installent partout à travers la France, à maintenir un lien entre les Juifs sans communauté et le judaïsme. En plus de la rédaction des cours et des questionnaires, Jean Schwarz participe à la correction des « devoirs » d’élèves et répond personnellement à leurs interrogations.
Il lance l’opération « Une hanoukkia pour chaque enfant », important d’Israël pour la fête de Hanoucca des milliers de Hanoukkiot pour les diffuser à prix coûtant (2 Fr !) dans toute la France. Il crée une classe « post-bar mitsva », pour poursuivre la formation des adolescents après leur majorité religieuse.
Il transforme Le Trait d’Union en une revue mensuelle indépendante à plus grand tirage, Le Trait d’Union paraît pendant 17 ans. L’éditorial du rabbin Schwarz donne le ton. La revue propose des textes de réflexion, des études de qualité et propose pour son 150e numéro un Livre de Jérusalem de 262 pages.
En juillet 1972 il est remplacé comme rabbin de la synagogue de la rue de Montevideo par le rabbin Daniel Gottlieb (1939-2010), qui reste à la tête de cette communauté jusqu'en décembre 2002.

### Israël (1971-1987)
En 1971, après trente ans de rabbinat, Jean Schwarz fait son Aliya en Israël. 
À Jérusalem, il crée et dirige la collection « OUI » publiée par le Département de l'éducation et de la culture par la Torah dans la Diaspora de l'Organisation sioniste mondiale. 
Il publie une édition de poche du Pentateuque (Une règle de vie Torat 'Haïm, Pentateuque bilingue commenté et Haftarott, 5 vol., éd. de l’espérance, Jérusalem, 1985, repris aux éditions Biblieurope, Paris). Il adapte la Bible du Rabbinat et ajoute des notes et des commentaires  s'inspirant des sources traditionnelles et remplis d'enseignements humanistes.  
Il publie également une édition bilingue des Haftarot. Il retraduit le texte biblique de manière moins littérale, « pour rendre le texte français plus compréhensible […] rédigé en un langage simple et accessible à tout un chacun » (Avant-propos ; éd. de l’espérance, Jérusalem, s.d.).

### Famille
Jean Schwarz épouse à Clermont-Ferrand, durant la guerre, Jacqueline Korb (rencontrée lors d’un séjour à Paris). Ils ont cinq enfants : Danièle (1942), Liliane (1945), Alain (1949), Didier (1957), Patrick (1961).
Il divorce et se remarie en 1979 avec Françoise Rachel. Et il a deux autres enfants de ce mariage
Il est décédé à Jérusalem, le 13 décembre 1987, à l'âge de 70 ans.

### Œuvres
- Élie Munk et Jean Schwarz. Rachel ou les Devoirs de la Femme juive. 2e édition, 1955.
- Jean Schwarz. Les Haftaroth. Traduit de l'hébreu[14].
- Jean Schwarz. Ruth, manuel de la femme juive[15],[16],[17].
- Jean Schwarz. Mon 'Houmach. 2e édition. Comptoir du livre du Keren Hasefer, 1961[18].
- Jean Schwarz. Entretiens avec un Bar Mitsvah. Fondation Séfer, 1962[19].
- Jean Schwarz. Mon cahier d'instruction religieuse. Ire série. Les Fêtes. Illustrations de Roland Blum. Comptoir du Livre du Keren Hasefer. Paris, 1963[20].
- Jean Schwarz. A L'écoute de Dieu: Commentaires hebdomadaires sur la Paracha de la semaine. 1974[20].
- Jean Schwarz. La Ronde des Personnages Bibliques. Album à colorier et à découper. Illustrations de Roland Blum. Comptoir du Livre du Keren Hasefer. Paris, 1983[20].
- Jean Schwarz. Une règle de vie Torat 'Haïm. Commentaire sur le Pentateuque en 5 volumes, publié en partie à titre posthume. Éditions de l'espérance[21],[22],[23].
- Jean Schwarz. Lectures bibliques quotidiennes. Choix de textes établis par le Grand-rabbin Charles Touati et le rabbin Daniel Gottlieb[24].
- Jean Schwarz. Ma Hagada ou la Hagada des familles: programme de la cérémonie du Sédère, 1992[1].

### Préfaces
- Claude Riveline. Oui… J'observe Le Chabatt, 1974[25].